# Alternanthera pungens

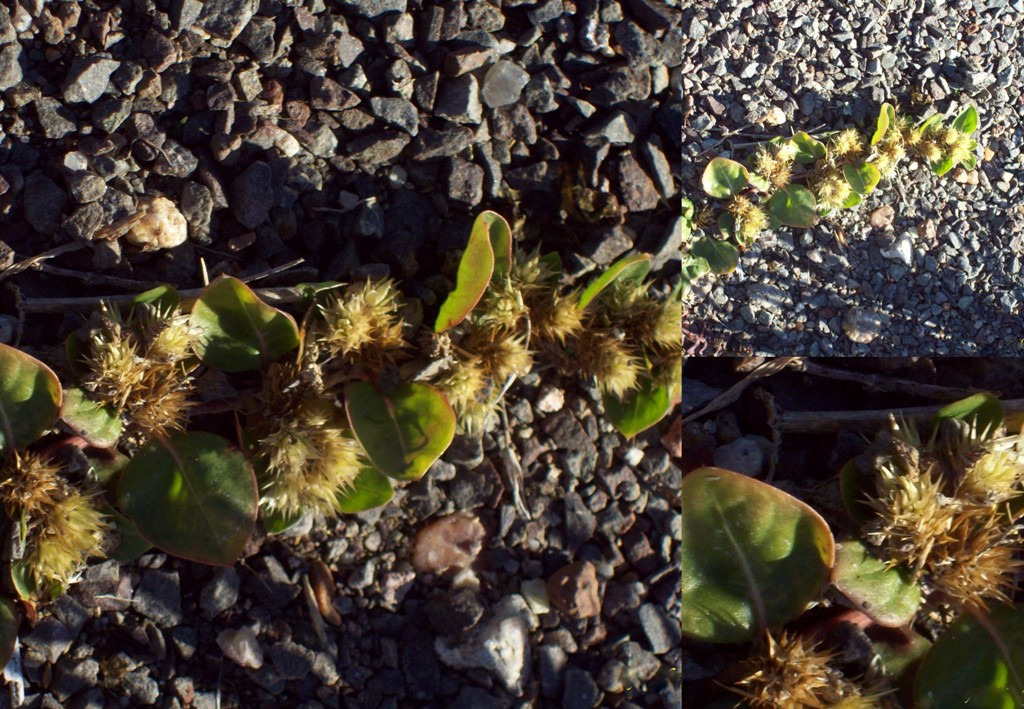
Alternanthera pungens.

Alternanthera pungens es una planta pionera de la familia Amaranthaceae de América del Sur.

## Nombres comunes
Conocida en Argentina como yerba del pollo o yerba del pajarito. En Brasil como Periquito-de-espinho o Carrapichinho. En Bolivia como lluta lluta. En Paraguay como Aguapé miry. En inglés como Creeping Chaffweed y Khaki Weed.

## Distribución y hábitat
Es una planta de bordes de caminos y baldíos (ruderal). 
Se cree que proviene de las regiones cálidas de América del Sur, particularmente Argentina, Bolivia, Brasil, Paraguay y Uruguay. Se ha establecido ampliamente en Australia, África del Sur, África del Este, América del Norte, sur de Europa, India, Indonesia, Bután, China y Myanmar.

## Descripción
Alternanthera pungens es una planta perenne, con tallos rastreros, que forma densas matas de tallos y hojas durante la temporada de lluvias. Durante la estación seca o en sequía, el material sobre el suelo muere y la planta inactiva se mantiene gracias a una raíz principal de mayor tamaño. 
Las inflorescencias se forman en racimos con pequeñas flores de color blanco en las axilas de las hojas. Poseen brácteas rígidas, punzantes, capaces de causar heridas.
Los frutos son pequeños, de color caqui, espinosos, parecidos al papel, no tienen tallo, se forman en las axilas de las hojas y los esparce el ganado. Las semillas, brillantes, son de color marrón, comprimidas, lenticulares y miden alrededor de 1,5 mm de ancho.

Se propaga por semilla y vegetativamente, las raíces a menudo se desarrollan en los nudos de los tallos que se extienden. 

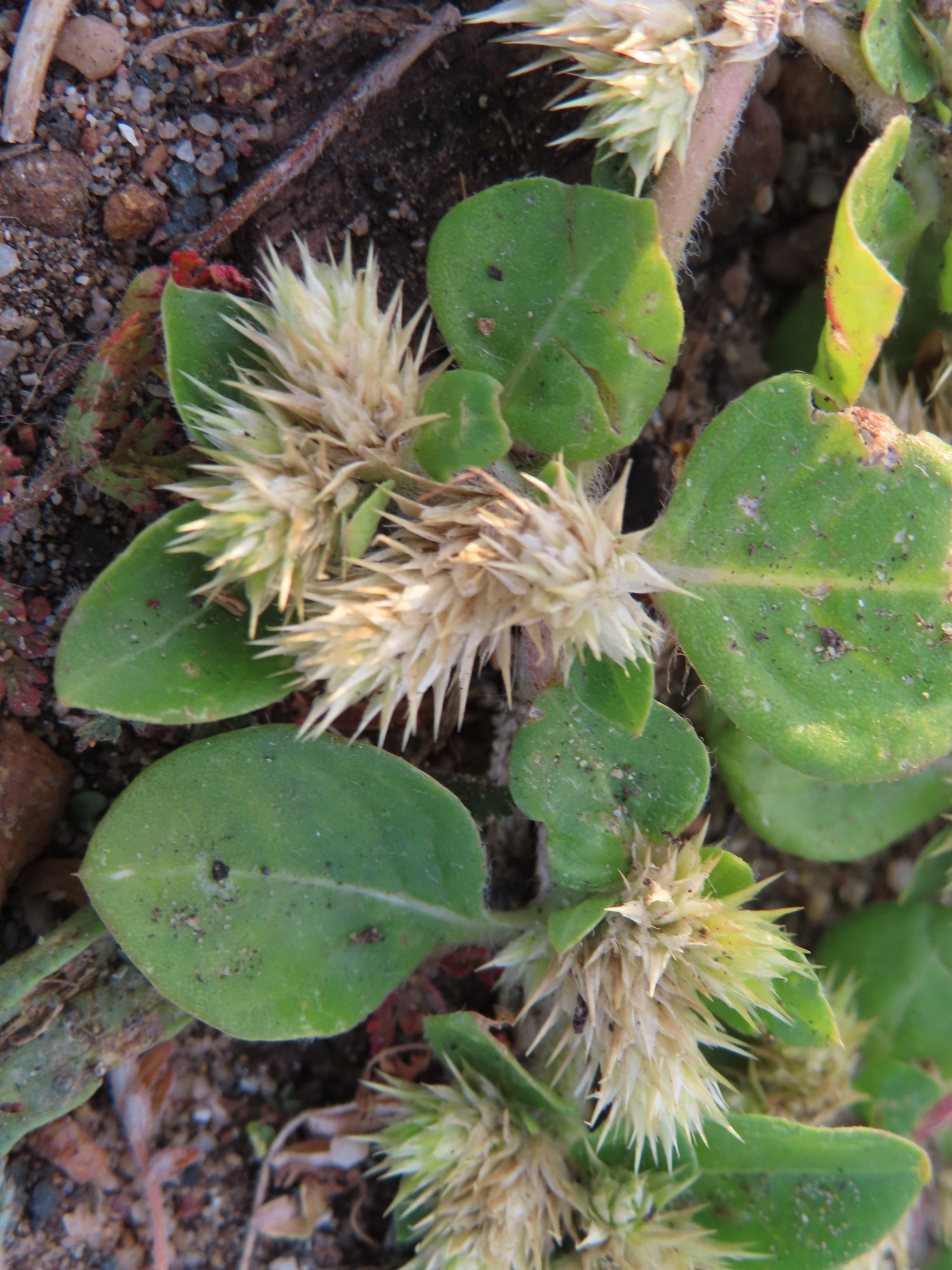
Frutos.
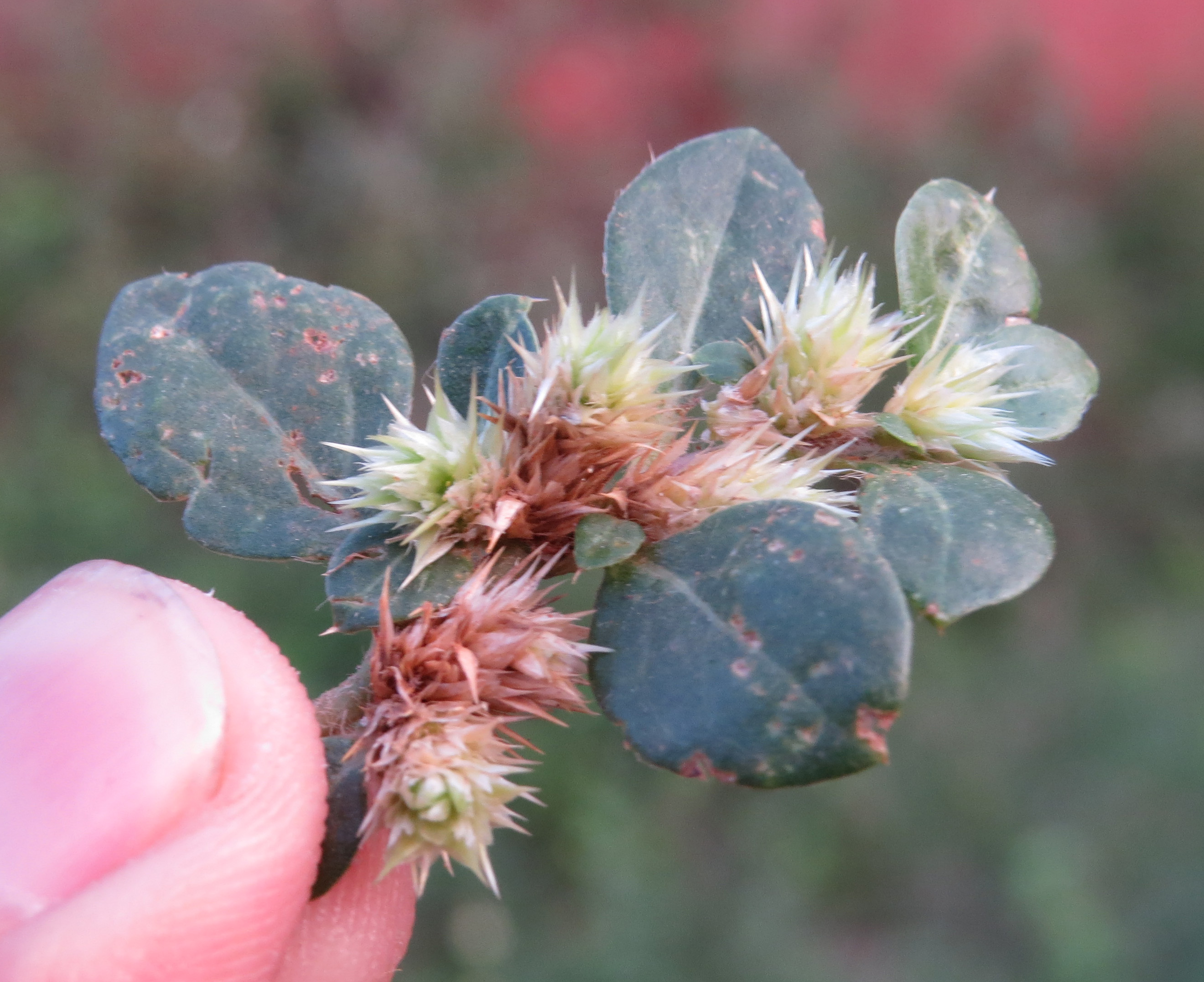
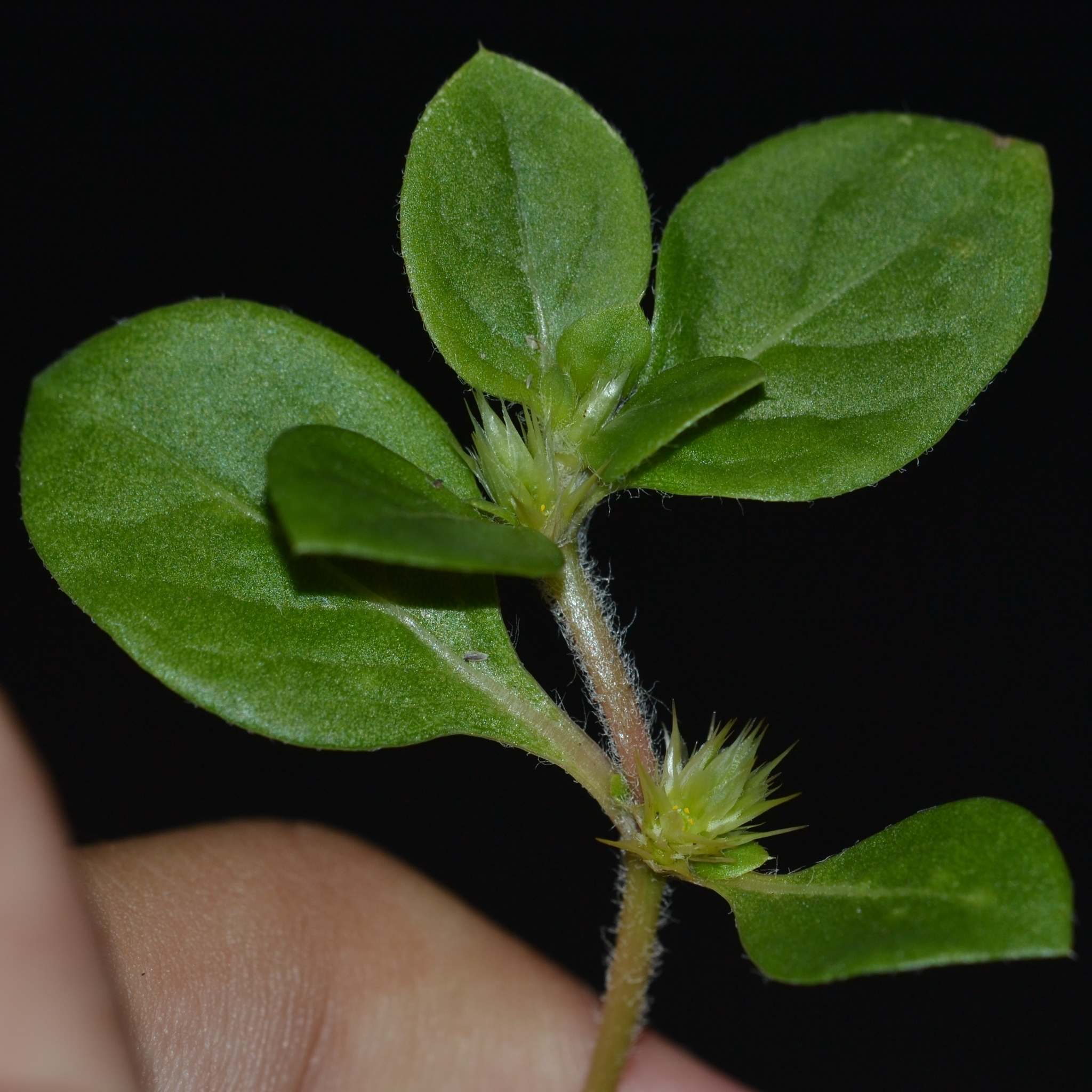
Detalle de brotes con flores.
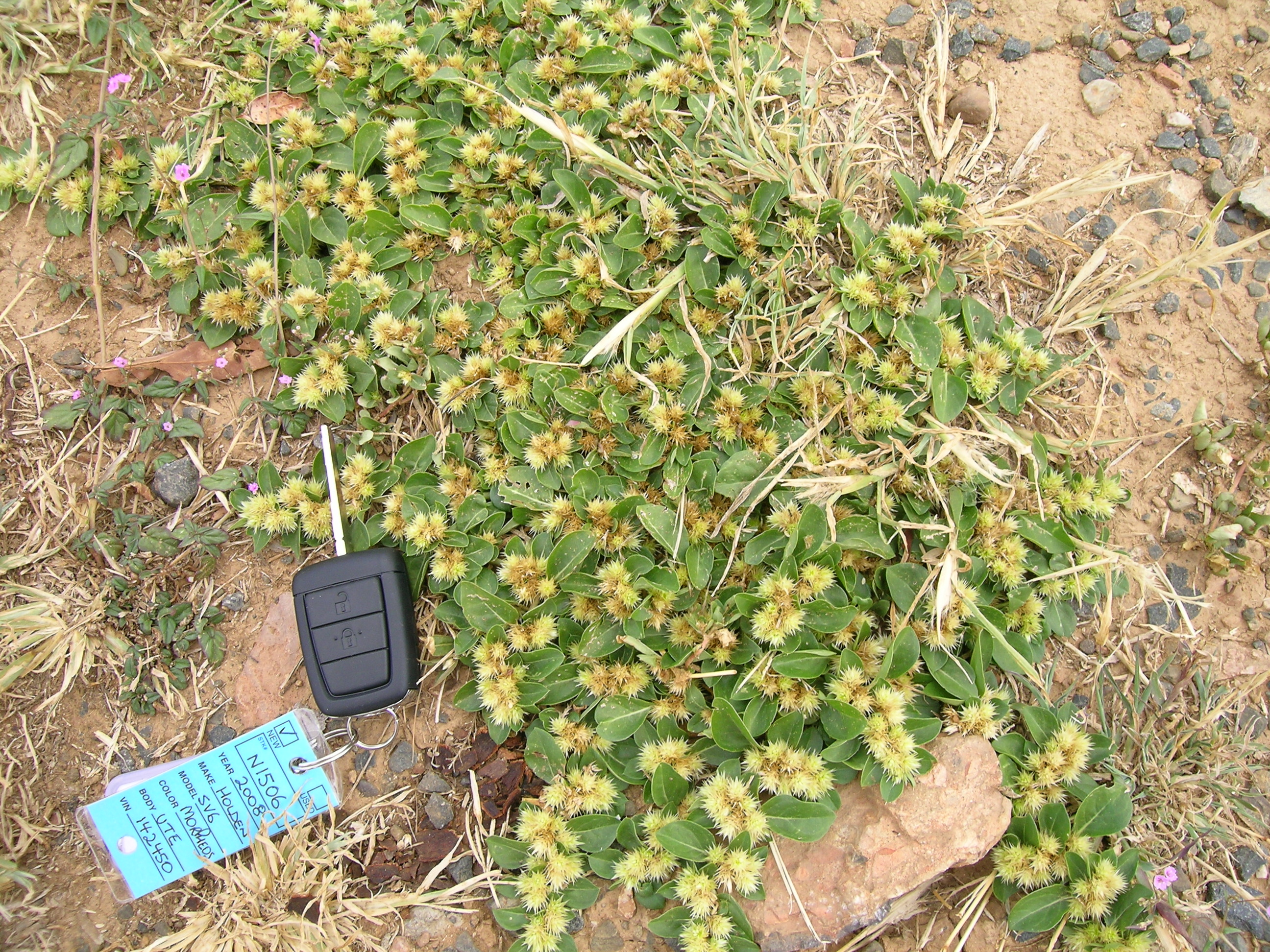
Mata rastrera con flores.

## Usos
Se usan las flores en infusión para problemas digestivos. Los brotes y las hojas son comestibles cocidos.

## Historia
La especie fue ilustrada en 1732 por el botánico alemán Johann Jacob Dillenius en su tratado Hortus Elthamensis, donde se encuentra descripta como 'Achyracantha repens foliis Bliti pallidi'. En 1836 por Jean-Christophe Heyland (1792-1866) en Histoire naturelle des Iles Canaries, vol. 2(3): pág. 193, t. 199 (1836). Kew actualmente enumera 139 especies en el género Alternanthera.